# Claus Heß
Claus Gert Heß (* 23. Juni 1933 in Düsseldorf; † 2. April 2018) war ein deutscher Ruderer.
1952 gewann der Leichtgewichts-Vierer ohne Steuermann vom Ruderclub Germania Düsseldorf 1904 mit den neunzehnjährigen Theo Henke, Horst Kloeters, Dieter Verleger und Claus Heß den Deutschen Meistertitel. Im Jahr darauf ruderten Theo Henke, Dieter Verleger, Helmut Sauermilch und Claus Heß im schweren Vierer ohne Steuermann auf den dritten Platz. Ab 1954 bildeten Sauermilch und Heß einen Zweier ohne Steuermann. Nach einem zweiten Platz bei den Deutschen Meisterschaften 1954 siegten die beiden 1955 und 1956. 1956 schafften die beiden Düsseldorfer auch die Qualifikation für die Olympischen Spiele in Melbourne. Dort gewannen die beiden den zweiten Vorlauf, schieden aber als Drittplatzierte des zweiten Halbfinales aus, da nur vier Boote für das Finale zugelassen wurden.
Nach zwei Jahren Unterbrechung und seiner Promotion als Volkswirt an der Universität Würzburg kehrte Claus Heß 1959 zum Rudersport zurück. Der Düsseldorfer Vierer mit Steuermann mit Klaus Wegner, Gerd Cintl, Horst Effertz, Claus Heß und Steuermann Michael Obst gewann 1959 den Deutschen Meistertitel im Vierer mit Steuermann. Danach siegte der Vierer auch bei den Europameisterschaften 1959 in Mâcon. Die Europameistermannschaft erhielt als Auszeichnung 1960 das Silberne Lorbeerblatt.
1960 wurde der Düsseldorfer Achter mit Klaus Wegner, Jürgen Litz, Manfred Uellner, Gerd Cintl, Horst Effertz, Claus Heß, Klaus Riekemann, Günter Schroers und Steuermann Michael Obst Vizemeister hinter dem Deutschland-Achter aus Ratzeburg und Kiel, der im gleichen Jahr auch das Olympiafinale gewann. Litz, Cintl, Effertz, Riekemann und Obst gewannen im Vierer mit Steuermann olympisches Gold. Der Düsseldorfer Vierer ohne Steuermann mit Heß, Wegner, Uellner und Schroers belegte bei den Meisterschaften den dritten Rang und konnte sich nicht für die gesamtdeutsche Mannschaft bei den Olympischen Spielen qualifizieren. 
Claus Heß war von 1966 bis 1983 Präsident des Deutschen Ruderverbandes. Im Ruderweltverband fungierte er von 1979 bis 1993 als Vizepräsident. Von 1974 bis 1993 war Claus Heß zudem Vizepräsident des NOK. Bei den Olympischen Sommerspielen 1988 und 1992 war Heß Delegationsleiter. Claus Heß war seit 1983 Ehrenpräsident des Deutschen Ruderverbandes.